# Rock over Belgium
Rock over Belgium is een Engels liedje van de Belgische band The Kids uit 1978.
Samen met The City Is Dead vormt het liedje de B-kant van de single No Monarchy.
Het nummer verscheen op de LP Naughty Kids (1978).